# Hyæna
Hyæna — шостий студійний альбом англійського рок-гурту Siouxsie and the Banshees, випущений 8 червня 1984 року лейблом Polydor Records. У відкриваючому треку «Dazzle» брали участь струнні музиканти Лондонського симфонічного оркестру (LSO), який складався з 27 музикантів та був названий «Chandos Players»; аранжування було створено на основі мелодії, яку Сьюзі Сью написала на піаніно. Hyæna — єдиний студійний альбом, у якому, як співавтор пісень і гітарист, взяв участь Роберт Сміт з гурту The Cure.
У США Hyæna став першим студійним альбомом Banshees, випущеним на лейблі Geffen Records, який також підписав контракт на перевидання решти каталогу гурту. До цього «Dear Prudence» став найпопулярнішим синглом гурту у Великій Британії, досягнувши 3-го місця у вересні попереднього року. Пісня, спочатку випущена як окремий сингл у Європі, була видана в Північній Америці у травні 1984 року. Згодом вона була остаточно додана до трек-листа американської версії альбому. Hyæna став першим альбомом Siouxsie and the Banshees, який потрапив до чарту Billboard 200 у США.

## Трек-лист
Вся музика написана Siouxsie and the Banshees (Сьюзі Сью, Стівен Северін, Баджі та Роберт Сміт), окрім «Belladonna» (Сьюзі, Северін та Баджі).
| Сторона 1 | Сторона 1         | Сторона 1      | Сторона 1  |
| #         | Назва             | Автор слів     | Тривалість |
| --------- | ----------------- | -------------- | ---------- |
| 1.        | «Dazzle»          | Сьюзі Сью      | 5:30       |
| 2.        | «We Hunger»       | Сьюзі          | 3:31       |
| 3.        | «Take Me Back»    | Сьюзі          | 3:03       |
| 4.        | «Belladonna»      | Стівен Северін | 4:30       |
| 5.        | «Swimming Horses» | Сьюзі          | 4:06       |

| Сторона 2 | Сторона 2                               | Сторона 2  | Сторона 2  |
| #         | Назва                                   | Автор слів | Тривалість |
| --------- | --------------------------------------- | ---------- | ---------- |
| 6.        | «Bring Me the Head of the Preacher Man» | Северін    | 4:37       |
| 7.        | «Running Town»                          | Сьюзі      | 4:04       |
| 8.        | «Pointing Bone»                         | Северін    | 3:49       |
| 9.        | «Blow the House Down»                   | Сьюзі      | 6:59       |

| US version | US version                              | US version         | US version         | US version |
| #          | Назва                                   | Автор слів         | Автор музики       | Тривалість |
| ---------- | --------------------------------------- | ------------------ | ------------------ | ---------- |
| 1.         | «Dazzle»                                |                    |                    | 5:30       |
| 2.         | «We Hunger»                             |                    |                    | 3:31       |
| 3.         | «Take Me Back»                          |                    |                    | 3:03       |
| 4.         | «Belladonna»                            |                    |                    | 4:30       |
| 5.         | «Swimming Horses»                       |                    |                    | 4:06       |
| 6.         | «Dear Prudence»                         | Леннон — Маккартні | Леннон — Маккартні | 3:48       |
| 7.         | «Bring Me the Head of the Preacher Man» |                    |                    | 4:37       |
| 8.         | «Running Town»                          |                    |                    | 4:04       |
| 9.         | «Pointing Bone»                         |                    |                    | 3:49       |
| 10.        | «Blow the House Down»                   |                    |                    | 6:59       |

| Бонус-треки ремастированого CD-перевидання 2009 року | Бонус-треки ремастированого CD-перевидання 2009 року | Бонус-треки ремастированого CD-перевидання 2009 року |
| #                                                    | Назва                                                | Тривалість                                           |
| ---------------------------------------------------- | ---------------------------------------------------- | ---------------------------------------------------- |
| 10.                                                  | «Dear Prudence»                                      | 3:48                                                 |
| 11.                                                  | «Dazzle» (12" Glamour mix)                           | 7:04                                                 |
| 12.                                                  | «Baby Piano (Part 1)»                                | 5:43                                                 |
| 13.                                                  | «Baby Piano (Part 2)»                                |                                                      |

Два інструментальні треки «Baby Piano» — це, відповідно, коротке фортепіанне демо «Dazzle» і струнний бек-вокал до альбомної версії пісні.

## Персоналії
Siouxsie and the Banshees
- Сьюзі Сью — вокал
- Стівен Северін — електричний бас, клавішні
- Баджі — барабани, перкусія, маримба
- Роберт Сміт — гітари, клавішні

Додатковий персонал
- Робін Кантер — дерев'яні духові
- The Chandos Players — струнні
- Майк Хеджес — продюсування, звукорежисер
- Девід Кемп — асистент звукорежисера
- Френк Барретта — асистент звукорежисера
- Siouxsie and the Banshees — продюсування

## Чарти
| Чарт (1984)                                          | Пікова позиція |
| ---------------------------------------------------- | -------------- |
| Australian Albums (Kent Music Report)                | 98             |
| European Albums (Music & Media)                      | 64             |
| Нова Зеландія New Zealand Albums (Recorded Music NZ) | 18             |
| Швеція Swedish Albums (Sverigetopplistan)            | 50             |
| Велика Британія UK Albums (OCC)                      | 15             |
| US Billboard 200                                     | 157            |